# John Arne Riise
John Arne Semundseth Riise (* 24. September 1980 in Ålesund) ist ein ehemaliger norwegischer Fußballspieler. Der linke Abwehr- und Mittelfeldspieler war zur aktiven Zeit vor allem für seine überdurchschnittliche Ausdauer und allgemeine physische Konstitution bekannt und besaß speziell mit dem linken Fuß eine auffällige Schusshärte und hohe Präzision. Wie er war auch sein jüngerer Bruder Bjørn Helge norwegischer Nationalspieler.

## Vereinslaufbahn

### Erste Karriereschritte
John Arne Riise startete die Fußballerlaufbahn in seinem Heimatland Norwegen bei Aalesunds FK. Während dieser Zeit war er bereits eine feste Größe in der norwegischen U-18-Auswahl. Als er sich nach nur 25 Spielen in der ersten Mannschaft Aalesunds im Sommer 1998 – noch vor Beginn der Volljährigkeit – dem AS Monaco anschloss, befürchteten nicht wenige Experten, dass der Sprung in die französische Ligue 1 zu früh sein könnte.

### AS Monaco
Entgegen den Befürchtungen kam Riise in der Saison 1998/99 auf Anhieb zu einigen Einsätzen in der französischen Spitzenmannschaft. Er debütierte für seinen neuen Verein am 25. September 1998 beim 3:0-Meisterschaftssieg gegen den Le Havre AC und hatte am Ende der Spielzeit sieben Partien absolviert. Seinen Durchbruch feierte Riise schließlich in der Spielzeit 1999/2000, in der er zu einer festen Größe auf der linken Spielfeldseite wurde und die französische Meisterschaft gewinnen konnte.
Auch in der anschließenden Spielzeit 2000/01 begann Riise als Stammspieler in der Verteidigungsreihe des AS Monaco. Als der junge Norweger, der mittlerweile auch schon in der A-Nationalmannschaft seines Landes Fuß gefasst hatte, Wechselabsichten äußerte, führte dies zu einem Zerwürfnis mit Monacos Trainer Claude Puel. Riise sollte somit in der gesamten Spielzeit auf nur 16 Meisterschaftseinsätze kommen.
Angebote für einen Wechsel lagen von mehreren englischen Premier-League-Vereinen vor, und die Vereinsführung der Blackburn Rovers und die des FC Fulham unternahmen konkrete Anstrengungen zur Verpflichtung von Riise. Leeds United hatte bereits im Jahr 2000 ein Ablöseangebot in Höhe von vier Millionen Pfund unterbreitet. Dieses war allerdings vom AS Monaco abgelehnt worden, da die Vereinsführung sechs Millionen Pfund gefordert hatte. Etwas überraschend wechselte Riise nach 44 Ligaspielen und vier -toren für den AS Monaco schließlich ein Jahr später für genau diese vier Millionen Pfund zum FC Liverpool.

### FC Liverpool
Riise war die erste Verpflichtung des FC Liverpool im Sommer des Jahres 2001. Bereits im europäischen Supercup kehrte er mit seinem neuen Verein an die alte Wirkungsstätte zurück und stand am 24. August 2001 dem FC Bayern München im monegassischen Stade Louis II gegenüber. Beim 3:2-Sieg bereitete Riise ein Tor von Michael Owen in der ersten Spielhälfte vor und bekam vorerst das Trikot mit der Nummer 18 zugewiesen (erst nach dem Weggang von Markus Babbel sollte er ab der Saison 2004/05 die frei gewordene Nummer 6 „erben“).
Während seiner ersten Saison bei den „Reds“ erzielte Riise in Bezug auf alle Wettbewerbe zehn Tore, was in Hinsicht darauf, dass der Neuling zumeist als linker Außenverteidiger agierte, als eine besonders positive Überraschung galt. Vor allem mit seinem Alleingang am 15. September 2001 beim 3:1-Derbysieg gegen den FC Everton spielte er sich schnell in die Herzen der eigenen Anhänger. Mit seinem Freistoßtor am 4. November 2001 aus fast 20 Metern gegen Manchester United stellte er außerdem früh sein auch im weiteren Verlauf geschätztes Talent als Distanzschütze unter Beweis. Am letzten Spieltag rundete er die Saison mit zwei Toren zum 5:0-Sieg gegen Ipswich Town ab. Dadurch gelangte der FC Liverpool noch auf den zweiten Tabellenplatz, der die direkte Qualifikation für die Champions-League-Gruppenphase ermöglichte.
Die beiden anschließenden Spielzeiten 2002/03 und 2003/04 brachten keine sportliche Weiterentwicklung im Spiel von Riise, seine persönlichen Leistungen stagnierten ähnlich denen seiner Mannschaft unterhalb des Leistungspotentials, das schließlich auch zur Verpflichtung von Rafael Benítez zum neuen Trainer des FC Liverpool führte.
In der Saison 2004/05 fand Riise wieder zu alter Stärke zurück und er erzielte besonders beachtete Tore gegen Charlton Athletic und West Bromwich Albion (dort sogar doppelt). Mit seinem Treffer im Ligapokalendspiel gegen den FC Chelsea erzielte er das schnellste jemals in einem Finale dieses Wettbewerbs geschossene Tor – nach Verlängerung ging die Partie aber dennoch mit 2:3 verloren. Am Ende der Saison war Riise der beste Torschütze seines Vereins in Ligaauswärtsspielen. Am 25. Mai 2005 erlebte Riise nach dem Gewinn der französischen Meisterschaft den zweiten Höhepunkt in seinem Fußballerleben, als er im Istanbuler Atatürk-Olympiastadion im Champions-League-Endspiel gegen den AC Mailand stand. Nach dem 0:3-Halbzeitstand bereitete er per Flanke den Treffer zum 1:3 von Steven Gerrard vor und nach weiteren zwei Treffern des FC Liverpool gehörte Riise zu den Schützen, die zum Elfmeterschießen antraten. Obwohl sein Strafstoß von Milans Torhüter Dida pariert werden konnte, siegte seine Mannschaft schließlich mit insgesamt 6:5 Toren.
Auch in der Spielzeit 2005/06 knüpfte Riise an die verbesserten Leistungen an und neben dem Gewinn des FA Cup steigerte er sich mit seiner Mannschaft auch in der Premier-League-Runde deutlich. Im Januar 2006 unterzeichnete er einen neuen Vertrag mit einer Laufzeit bis zum Ende der Saison 2008/09. Während dieser Spielzeit hatte Riise erneut durch einige spektakuläre Aktionen auf sich aufmerksam gemacht, die seinen Legendenstatus als außergewöhnlich schussstarker Spieler festigten. Dazu zählte sein Freistoß bei einem 1:0-FA-Cup-Sieg gegen Manchester United kurz vor Spielende, der von dem gegnerischen Spieler Alan Smith mit dem Bein abgeblockt wurde. Die Härte des Aufpralls sorgte jedoch dafür, dass Smith sich das Bein brach und den Knöchel verrenkte. Im weiteren Verlauf des Pokalwettbewerbs hatte Riise zudem per Freistoß den ersten Treffer zum 2:1-Halbfinalerfolg gegen den FC Chelsea erzielt, wobei der Schuss direkt durch eine Lücke der ursprünglich vom Gegner gebildeten Mauer ging. Im Finale zählte Riise nach einem 3:3 gegen West Ham United in der regulären Spielzeit – wie schon im vorjährigen Champions-League-Endspiel – zu den Schützen fürs Elfmeterschießen und verwandelte seinen Strafstoß. Zum Ende der Spielzeit mehrten sich die Gerüchte über einen bevorstehenden Wechsel Riises zum FC Chelsea, die sich aber nach der Verpflichtung von Ashley Cole auf dieser Position allerdings als gegenstandslos erwiesen.
Die Saison 2006/07 eröffnete Riise mit seinem Tor in der Community-Shield-Partie zum 1:0 gegen den FC Chelsea, die letztlich mit einem 2:1-Sieg für den FC Liverpool endete. Obwohl er am 23. September 2006 erneut einen spektakulären Treffer aus über 30 Metern gegen Tottenham Hotspur (Endstand 3:0) erzielte, sorgte vor allem die schwache Mannschaftsform im Herbst 2006 bei Auswärtsspielen dafür, dass eine Reihe von Liverpool-Spielern das Meisterschaftsrennen frühzeitig aufgab. Riise stellte sich zwar öffentlich gegen diese Einstellung, konnte aber letztlich den deutlichen 21-Punkte-Abstand zum neuen Meister Manchester United auch nicht verhindern.

### AS Rom
Nachdem Riise seinen Stammplatz in der Liverpool-Mannschaft während der Saison 2007/08 an den brasilianischen Linksverteidiger Fabio Aurelio verloren hatte, wechselte er zum Ende der Spielzeit zur AS Rom. Obwohl auch über einen Transfer zu verschiedenen englischen Vereinen spekuliert worden war, unterschrieb er beim italienischen Hauptstadtklub am 18. Juni 2008 einen Vierjahresvertrag. Die Ablösesumme betrug Berichten zufolge vier Millionen Pfund, die sich im Erfolgsfall noch auf fünf Millionen Pfund erhöhen konnte.

### FC Fulham
Am 13. Juli 2011 wechselte Riise nach London zum FC Fulham, wo er einen Dreijahresvertrag unterschrieb und darüber hinaus mit seinem jüngeren Bruder in einem Team spielte.

## Nationalmannschaft
Nachdem Riise bereits regelmäßig in den U-16-, U-18- und U-21-Auswahlen Norwegens gespielt hatte, war mit Nils Johan Semb auch der Trainer der A-Nationalmannschaft auf die guten Leistungen des offensiven Linksverteidigers in der Meisterschaftssaison des AS Monaco aufmerksam geworden. Im spanischen La Manga kam Riise somit am 31. Januar 2000 gegen Island (0:0) zu seinem ersten Länderspiel, dem nur zwei Tage später sein zweiter Einsatz an gleicher Stelle beim 4:2-Sieg gegen Dänemark folgte.
Riise etablierte sich fortan in der Nationalmannschaft und bei seinem dritten Länderspiel - einem 2:0-Auswärtssieg gegen die Türkei - erzielte er drei Wochen später seinen ersten Treffer für Norwegen. Erfolge sollten ihm in der norwegischen Nationalmannschaft jedoch bis zum heutigen Tage nicht vergönnt sein. Die Teilnahme an der WM-Endrunde 2002 in Japan und Südkorea verpasste Riise und sein Team mit einem enttäuschenden vierten Platz in der Qualifikationsgruppe 5 deutlich. Auch die anschließende Euro 2004 blieb ihm nach der Niederlage in den Ausscheidungsspielen gegen Spanien vorenthalten. Zwei Jahre später zog er in den Play-off-Begegnungen gegen Tschechien zur Teilnahme an der WM-Endrunde 2006 in Deutschland ein weiteres Mal den Kürzeren und des Weiteren war der dritte Platz in der EM-Qualifikationsgruppe C für die Euro 2008 in Österreich und der Schweiz für Riise die mittlerweile bereits vierte verpasste Endrundenqualifikation in Serie. Am 12. November 2011 bestritt Riise beim 1:4 gegen Wales sein 100. Länderspiel. Am 15. August 2012 bestritt er gegen Griechenland sein 104. Länderspiel und stellte damit den 50 Jahre alten norwegischen Länderspiel-Rekord von Thorbjørn Svenssen ein. Mit seinem 105. Länderspiel am 7. September 2012 wurde er alleiniger Rekordnationalspieler.

## Sonstiges
Riise ist Athletenbotschafter der Entwicklungshilfeorganisation Right to Play.

## Erfolge
- Champions-League-Sieger: 2004/05
- UEFA-Super-Cup-Sieger: 2001, 2005
- Französischer Meister: 1999/2000
- Französischer Supercupsieger: 2000
- FA-Cup-Sieger: 2005/06
- Englischer Ligapokalsieger: 2003
- Community-Shield-Sieger: 2001, 2006
- Kniksenprisen: 2006